# Gian Franco Schietroma
Gian Franco Schietroma (ur. 19 października 1950 w Rzymie) – włoski polityk, prawnik i samorządowiec, deputowany, podsekretarz stanu, lider Włoskiej Partii Socjaldemokratycznej (PSDI) w latach 1995–1998.

## Życiorys
Z wykształcenia prawnik, absolwent Uniwersytetu Rzymskiego „La Sapienza”. W 1977 podjął praktykę adwokacką, na początku lat 90. kierował lokalnym stowarzyszeniem adwokatów. Zaangażował się w działalność polityczną w ramach Włoskiej Partii Socjaldemokratycznej. W latach 1990–1995 zasiadał w radzie regionu Lacjum, pełnił funkcję asesora we władzach regionalnych. Później był radnym miejskim i radnym prowincji. W latach 1995–1998 był liderem PSDI jako jej sekretarz krajowy, doprowadził do współtworzenia przez tę partię struktur Włoskich Demokratycznych Socjalistów. W nowym ugrupowaniu pełnił funkcje koordynatora oraz zastępcy sekretarza krajowego.
W latach 1996–2001 i 2006–2008 sprawował mandat posła do Izby Deputowanych XIII i XV kadencji. Był podsekretarzem stanu w resorcie finansów (1999) oraz w ministerstwie spraw wewnętrznych (2000–2001). W latach 2002–2006 zasiadał w Najwyższej Radzie Sądownictwa. Później związany z Włoską Partią Socjalistyczną, w 2014 został jej koordynatorem krajowym.